# Chilthorne Domer
Chilthorne Domer est une paroisse civile et un village du Somerset, en Angleterre.